# Дахани-Най
Дахани-На́й (тадж. Даҳани Най) — село в Раштском районе Таджикистана. Входит в состав сельской общины (джамоата) Аскалон. Расстояние от села до центра района (пгт Гарм) — 13 км, до центра джамоата (село Додбахт) — 3 км. Население — 15 человек (2017 г.), таджики. Население в основном занято сельским хозяйством.